# Paço do Lumiar (Lisboa)
O Paço do Lumiar é um núcleo urbano da freguesia do Lumiar na cidade de Lisboa.

## História
O Paço do Lumiar remonta ao séc. XIII, que por documentação se atesta que tenha existido um paço e quinta propriedade do rei D. Afonso III tendo sido doada mais tarde pelo rei D. Dinis ao seu filho ilegítimo D. Afonso Sanches. Mais tarde este paço e quinta foram confiscados por D. Afonso IV para a coroa. Com o parcelamento da propriedade dinamizou-se o povoamento do local, desenvolvendo-se um núcleo residencial que se mantém relativamente isolado até aos dias de hoje.
O Paço do Lumiar é composto pelo seu núcleo urbano bem como um conjunto de palácios e quintas históricas.

## Património
O conjunto do Paço do Lumiar é integrado pela Quinta dos Azulejos, Quinta das Hortênsias, Quinta do Marquês de Angeja, Quinta do Monteiro-Mor e Capela de São Sebastião. O conjunto da Quinta do Monteiro-Mor é integrado pelo Palácio do Monteiro-Mor, Museu Nacional do Teatro e da Dança, Museu Nacional do Traje e Jardim Botânico do Lumiar;. Outro património relevante são o Palacete da Quinta do Pisani, Palácio do Conde do Paço, Casa do Nicho e Chafariz do Largo do Paço.

## Personalidades ilustres
- Visconde do Paço do Lumiar e Conde do Paço do Lumiar